# Somló

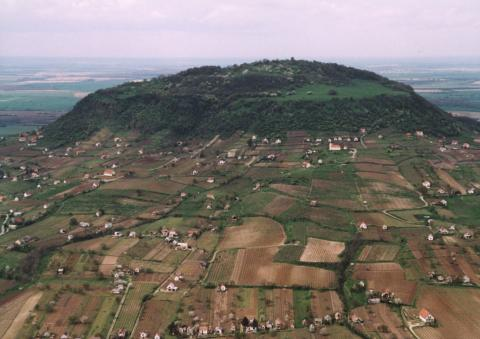
Berget Somló-hegy

Somló är ett vindistrikt i nordvästra Ungern i landskapen Veszprém och Vas och omfattar ca 832 ha vinodling. 
Till största delen ligger vinodlingarna kring den sedan länge utslocknade vulkanen Somló-hegy som kröns av ruinerna av en medeltida borg från 1300-talet. Vinerna är uteslutande vita och görs framför allt på de lokala druvsorterna Hárslevelű, Furmint, Juhfark, Olaszrizling (Welschriesling) och Tramini (Gewürztraminer) men även internationella druvsorter förekommer såsom Chardonnay och Sylvaner.
Vindistriktet Somló, är det enda vindistrikt i Ungern där man behållit den oxidativa vinifieringen som var allmänt spridd i Ungern före 1990.
Enligt traditionen skall de Habsburgska kejsarna på 1700- och 1800-talet ha druckit vin från området på bröllopsnatten då det ansågs ha en fördelaktig inverkan för att få en manlig avkomma. Vinet har därför fått namnet bröllopsnattsvin (på ungerska nászéjszakák bora).